# Zamek w Starym Siole
Zamek w Starym Siole – jeden z największych zamków spośród wszystkich, które kiedykolwiek powstały w Rzeczpospolita Obojga Narodów, zbudowany przez księcia Władysława Dominika Ostrogskiego w latach 1649–1654 na planie pięciokąta, z kamienia i cegły. W budowie prawdopodobnie brał udział architekt Ambroży Nutclauss.

## Historia
Pierwszy drewniany jeszcze zamek wzniósł tu Jan z Garbowa herbu Sulima. W latach 1584–1589 Ostrogski zbudował tu pierwszy zamek murowany. W latach 1649–1654 książę Dominik Zasławski przekształcił wcześniej istniejącą budowlę we wspaniałą rezydencję obronną. Zamek nie został zdobyty przez powstańców Bohdana Chmielnickiego, nie szturmowali go też w 1672 roku Turcy po zdobyciu Kamieńca Podolskiego. Na początku XVIII wieku obiekt został odrestaurowany przez Adama Mikołaja Sieniawskiego. Potoccy stali się jego właścicielami w 1809 roku. Na początku XIX wieku Potoccy założyli na terenie zamku browar, co – razem z otwarciem linii kolejowej obok zamku – przyczyniło się do zniszczenia budowli.

## Architektura
Zamek w połowie XVII wieku uzyskał kształt obszernego pięcioboku z pięcioma wysuniętym basztami ze strzelnicami i szóstą basztą bramną w połowie kurtyny południowej. Baszta północna była szczególnie wysunięta poza mury zamkowe. Na terenie dziedzińca znajdowała się w części południowej wielokątna kaplica z prezbiterium i długi dwupiętrowy pałac wzdłuż muru od strony wschodniej. Od strony południowej znajdował się budynek gospodarczy. W niezachowanej baszcie zachodniej mieścił się arsenał. Mury i baszty były zwieńczone attyką. W XVIII wieku przebito nową bramę w murze od strony północno-zachodniej. Napis na baszcie przy pałacu WDXOYZWSŁS oznacza Władysław Dominik książę Ostrogski i Zasławski wojewoda sandomierski łucki starosta.

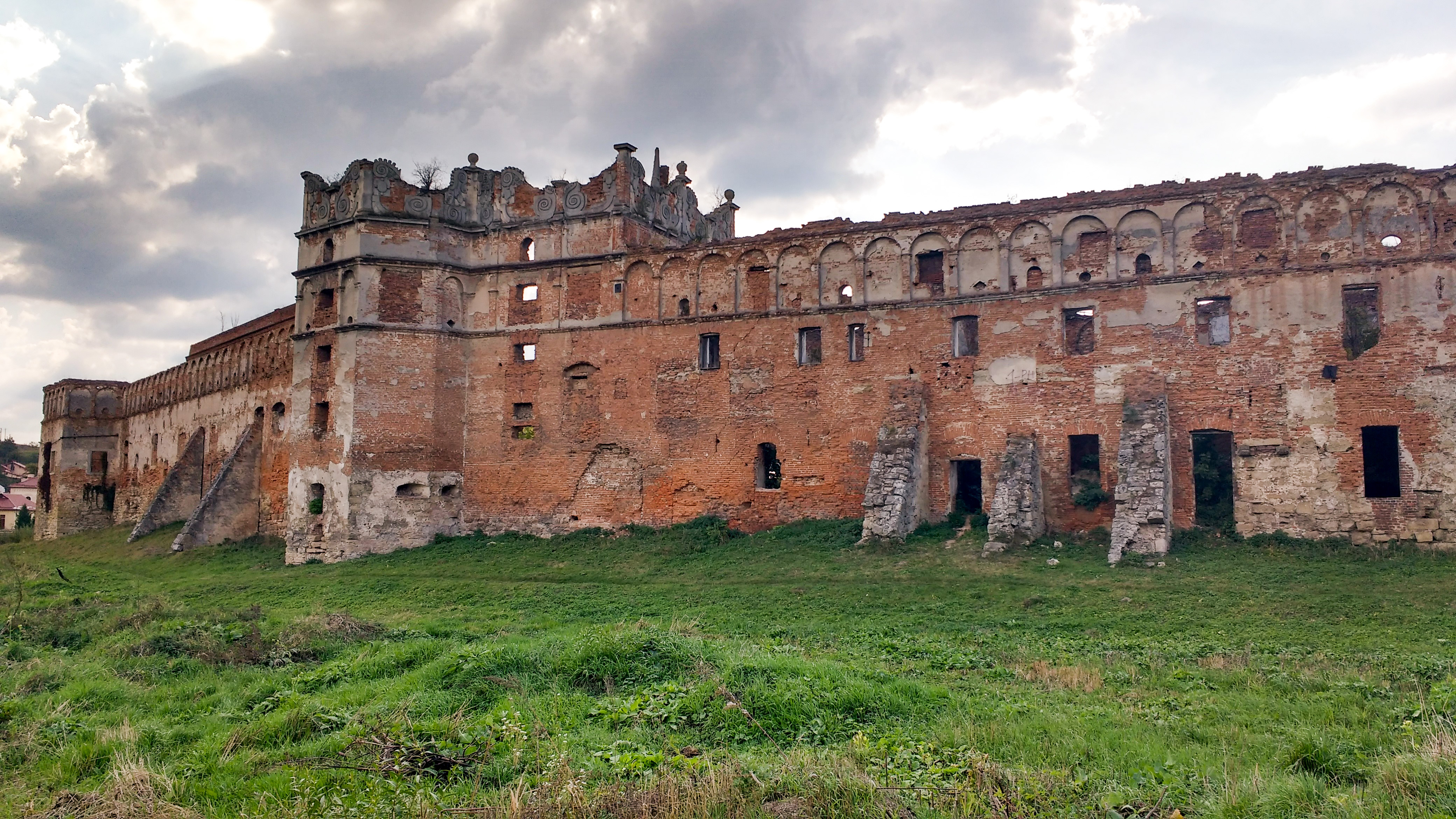
Zamek, wieża
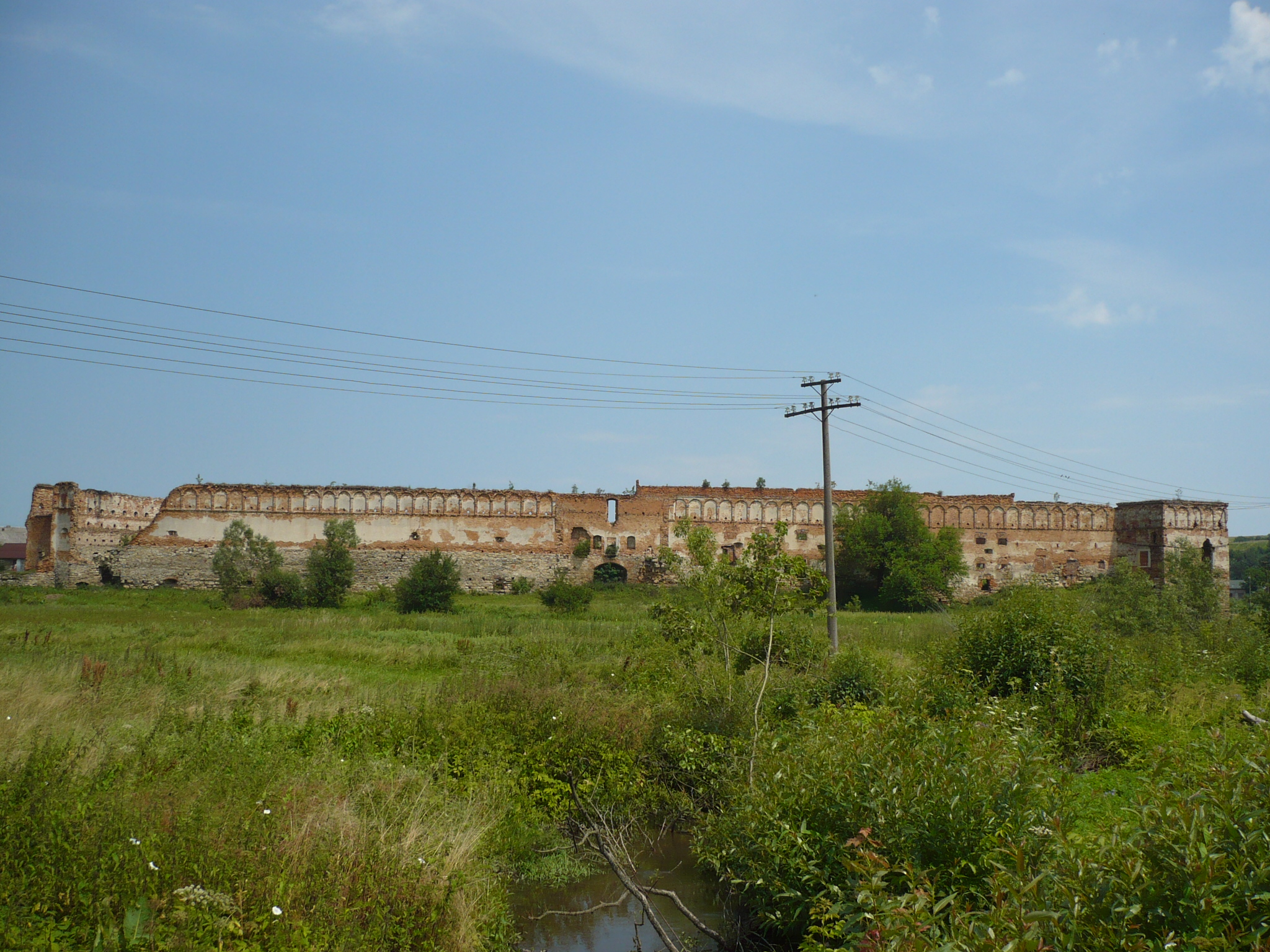
Zamek, widok ogólny
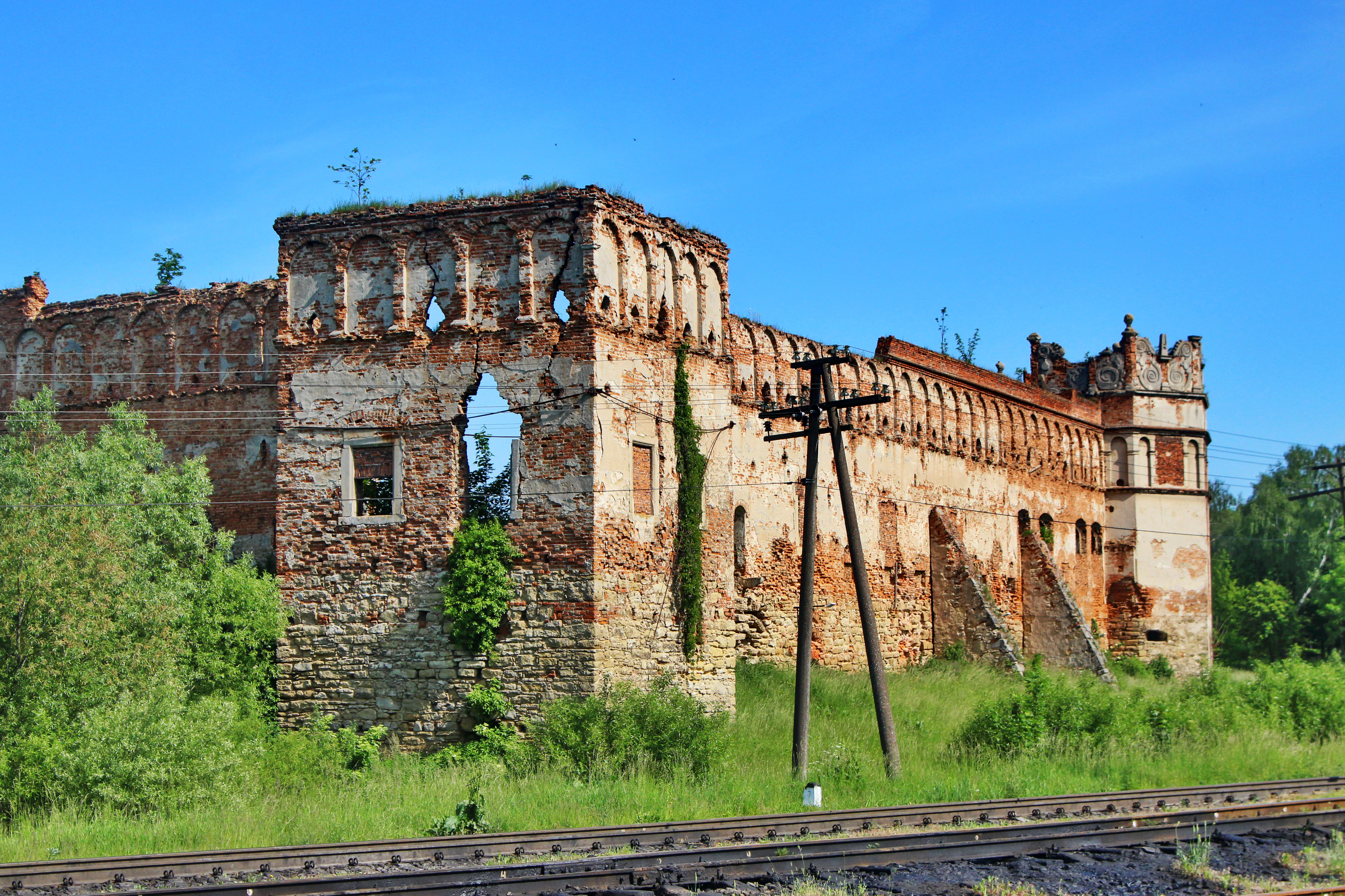
Zamek
Zamek, dziedziniec
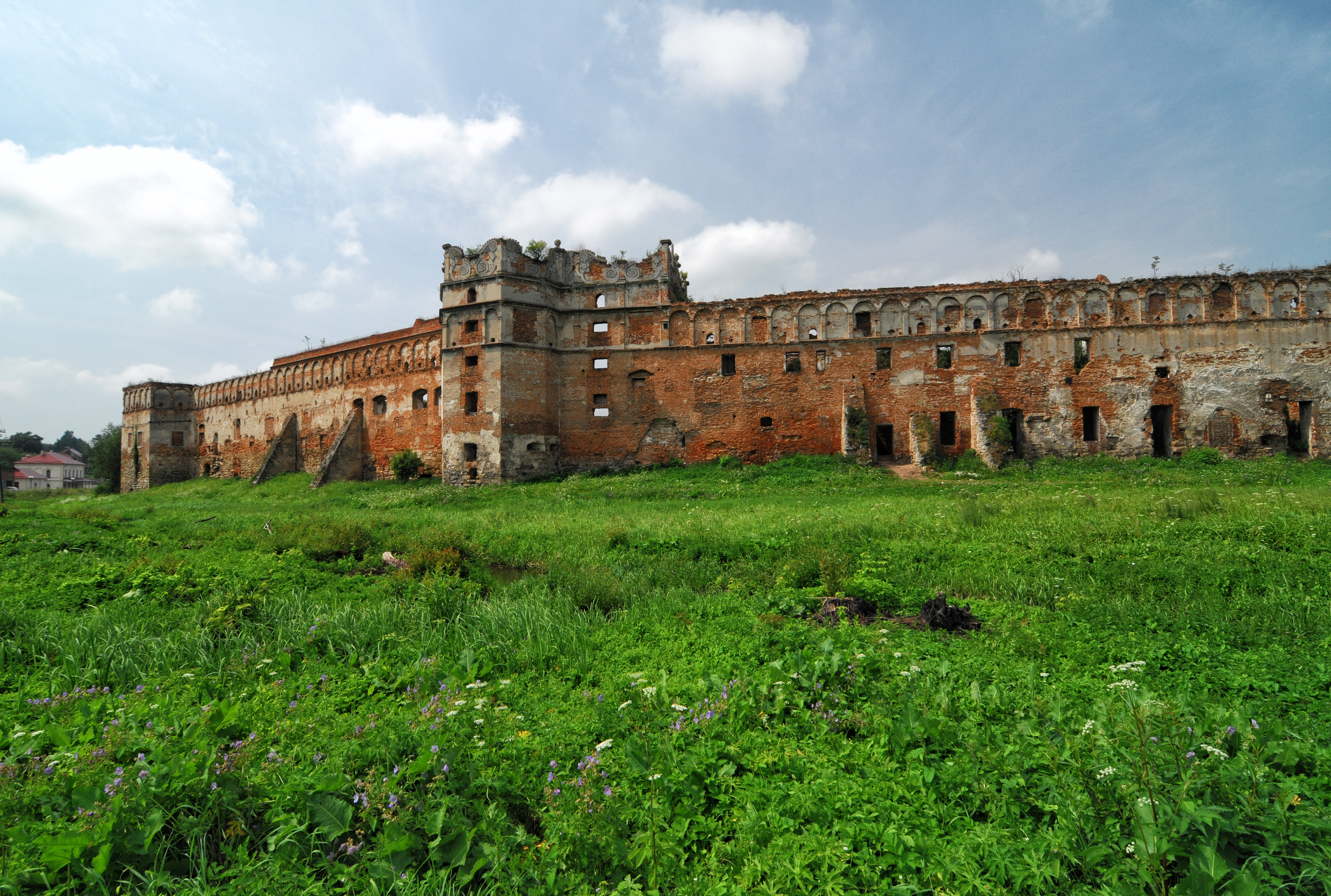
Zamek, dziedziniec
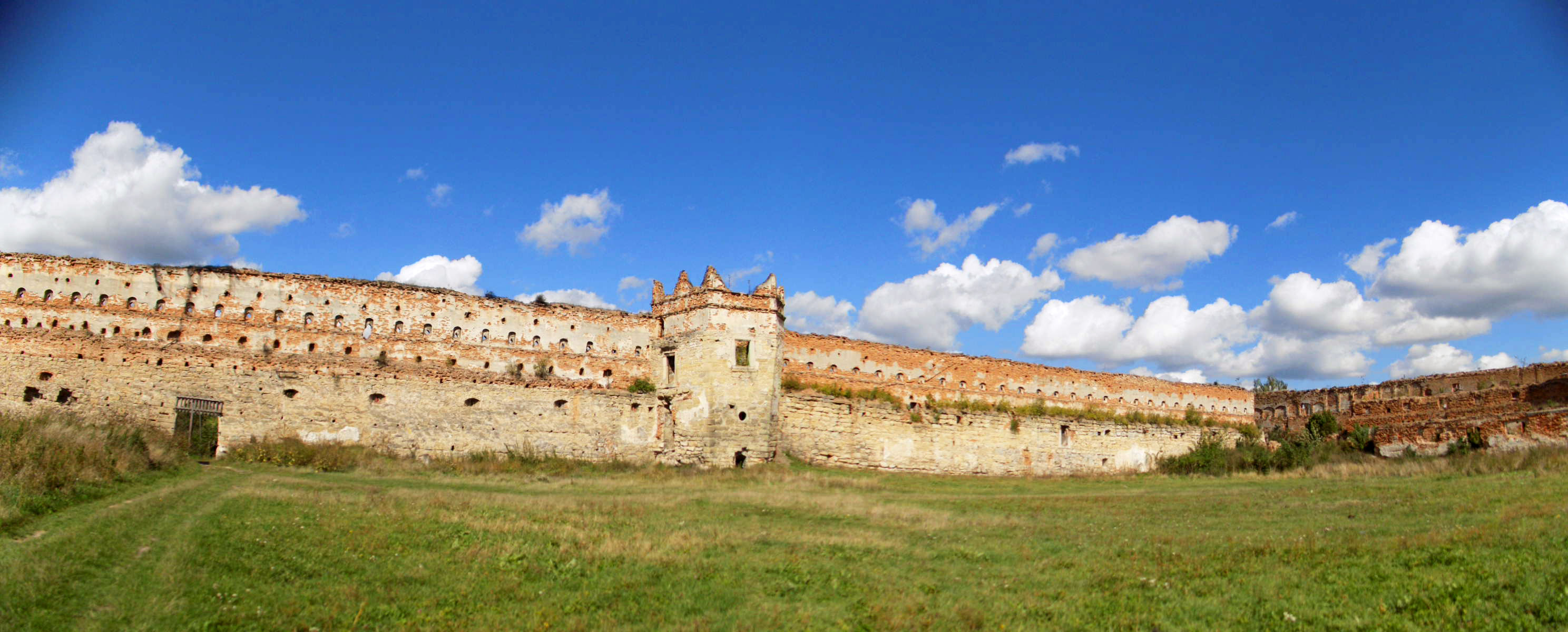
Zamek, dziedziniec
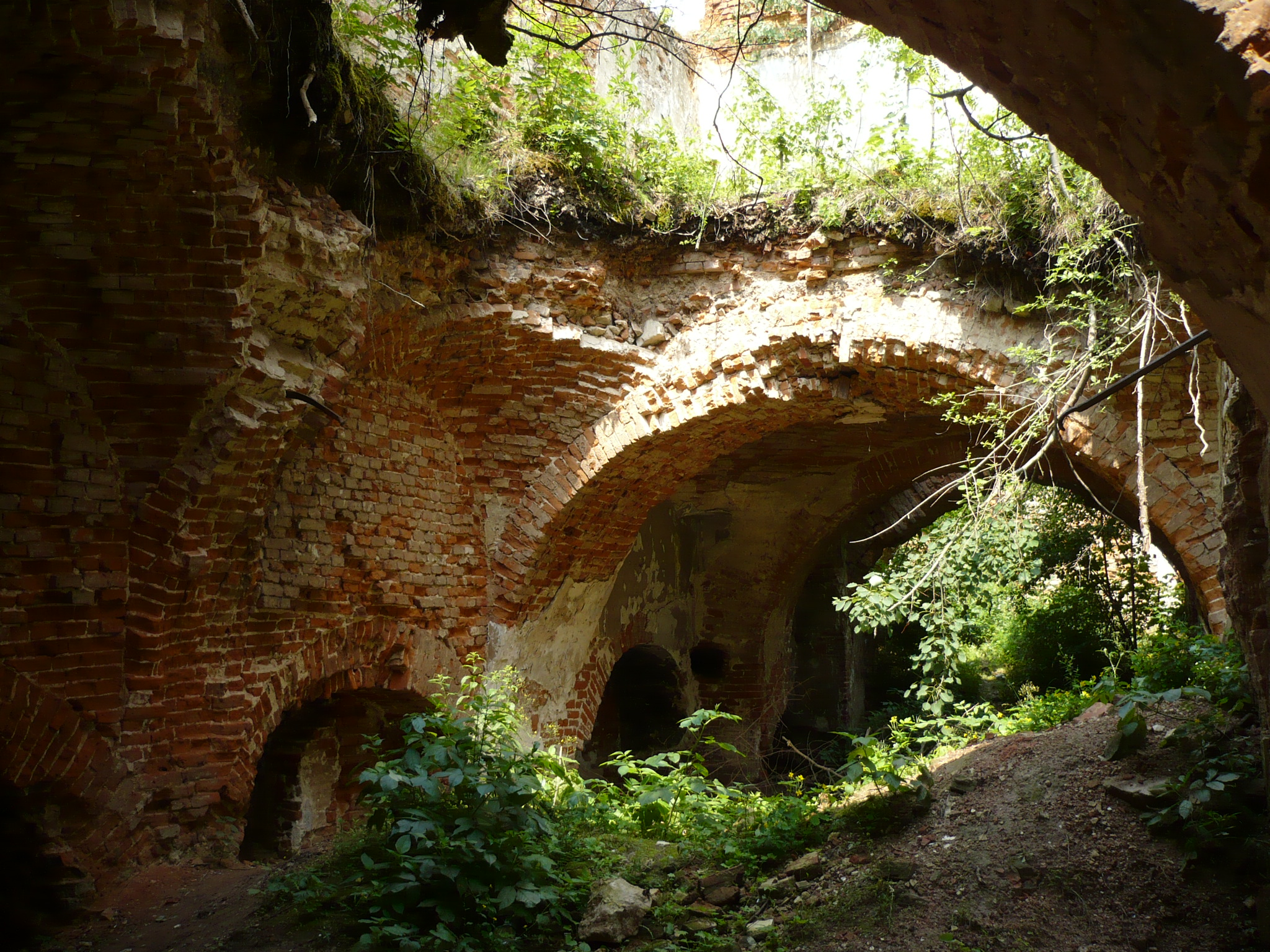
Zamek, sklepienie przyziemia
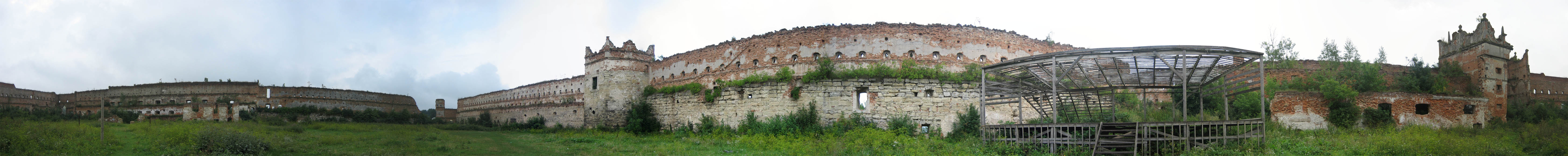
Stare Sioło